# Quang Tùng
Ngô Quang Tùng (sinh ngày 13 tháng 5 năm 1972) là một sĩ quan quân đội, bình luận viên, nhà báo người Việt Nam. Xuất phát với vai trò bình luận viên thể thao của Đài Truyền hình Việt Nam, Quang Tùng từng có thời gian làm quản lý bóng đá tại câu lạc bộ V.League Hòa Phát Hà Nội trước khi tiếp tục với công việc truyền hình tại Đài Truyền hình Kỹ thuật số VTC và Tập đoàn Viettel. Ông hiện đang là Phó Giám đốc của Công ty Thể thao Viettel. 

## Thiếu thời
Có quê gốc ở huyện Hưng Nguyên, tỉnh Nghệ An, Ngô Quang Tùng sinh ra tại Hà Nội trong một gia đình có truyền thống về thể thao. Ông là con trai của cựu danh thủ đội bóng đá Thể Công Ngô Xuân Quýnh. Những năm 10–11 tuổi, Quang Tùng đã bộc lộ niềm đam mê bóng đá một cách mãnh liệt, nhưng chính cha ông là người đã ngăn cản vì sớm nhận ra con trai mình không có đủ tố chất để trở thành một cầu thủ chuyên nghiệp. Mặc dù vậy, ước mơ trở thành cầu thủ bóng đá vẫn được ông ấp ủ cho đến khi lên cấp 3 và theo học Trường Đại học Thể dục Thể thao Trung ương 1.

## Sự nghiệp
Sau khi tốt nghiệp đại học, ông tham gia công tác phong trào ở một đơn vị trong sân bay Nội Bài, Hà Nội. Khi Đài Truyền hình Việt Nam (VTV) mở đợt tuyển phóng viên, biên tập viên thể thao cho kênh VTV3 năm 1997, Quang Tùng đăng ký dự tuyển nhưng không thành. Nhờ thuyết phục được bình luận viên Vũ Huy Hùng, ông đã được nhận thử việc tại đài và sau đó trở thành một bình luận viên chính thức. Trận đấu đầu tiên Quang Tùng bình luận trực tiếp là trận chung kết Giải bóng đá Sinh viên toàn quốc năm 1998 giữa Đại học Vinh và Đại học Mở Hà Nội.
Cuối năm 2007, Quang Tùng rời Đài Truyền hình Việt Nam để làm giám đốc điều hành của Câu lạc bộ bóng đá Hòa Phát Hà Nội, lúc đó đang chơi tại giải Vô địch Quốc gia. Tuy nhiên, đội bóng thi đấu không thành công và phải xuống hạng ở mùa giải 2008. Ông quyết định chia tay câu lạc bộ để quay lại với nghiệp bình luận viên tại Đài Truyền hình Kỹ thuật số VTC, nơi ông giữ chức Phó Giám đốc của kênh thể thao VTC3.
Năm 2012, ông chuyển đến công tác tại Tập đoàn Công nghiệp – Viễn thông Quân đội (Viettel) với tư cách là Trưởng phòng Sản xuất chuyên đề – TV Show tại Công ty Truyền thông Viettel, đồng thời đảm nhiệm việc sản xuất và phát triển nội dung cho kênh Truyền hình Quốc phòng Việt Nam. Thời gian này, Quang Tùng vẫn duy trì sự xuất hiện thường xuyên trong nhiều chương trình bóng đá và thể thao trên truyền hình. Quang Tùng còn là một sĩ quan trong Quân đội nhân dân Việt Nam, mang quân hàm Thượng tá. Vào ngày 31 tháng 12 năm 2024, ông được bổ nhiệm làm Phó Giám đốc Công ty TNHH Một thành viên Thể thao Viettel.
Quang Tùng cũng được biết đến nhờ mối quan hệ hợp tác với bình luận viên Vũ Quang Huy trong nhiều chương trình, sự kiện thể thao lớn khi cả hai cùng làm việc tại VTV và sau đó là VTC, trở thành cặp đôi bình luận viên được nhiều khán giả Việt Nam yêu thích.